# Rhytidiadelphus
Rhytidiadelphus ist eine Gattung von pleurokarpen Laubmoosen aus der Familie Hylocomiaceae. Im deutschen Sprachraum werden sie auch Runzelbruder, Runzelpeter oder Kranzmoos genannt.

## Merkmale
Die Vertreter dieser Gattung sind große und kräftige Moose mit bis etwa 20 Zentimeter langen, niederliegenden bis aufrechten und unregelmäßig bis fiederig beasteten Pflanzen in lockeren Rasen. Paraphyllien fehlen, Pseudoparaphyllien sind spärlich vorhanden. Die Blätter sind sparrig abstehend bis zurückgebogen oder einseitswendig. Sie sind aus der breiten Blattbasis allmählich oder plötzlich zugespitzt, flachrandig und oft längsfaltig. Die Blattrippe kann entweder ganz fehlen oder sie ist doppelt, die Länge variiert von sehr kurz bis mehr als die halbe Blattlänge. Die Blattzellen der Blattmitte sind linealisch, Blattflügelzellen sind nicht oder wenig differenziert. Die Sporenkapsel auf der langen, glatten und dunkelroten Seta ist eiförmig, horizontal und hochrückig. Die Arten sind diözisch.

## Vorkommen
Die Verbreitung erstreckt sich über die gemäßigten Zonen der Nordhalbkugel, weiters gibt es Vorkommen in Australasien.

## Systematik
Zur Gattung Rhytidiadelphus werden weltweit fünf Arten gezählt, von denen vier auch in Europa vertreten sind.
- Rhytidiadelphus loreus
- Rhytidiadelphus japonicus (in Küstenregionen Asiens und Alaskas)
- Rhytidiadelphus squarrosus
- Rhytidiadelphus subpinnatus
- Rhytidiadelphus triquetrus